# Giustizia privata (film 2009)
Giustizia Privata (Law Abiding Citizen) è un film del 2009 diretto da F. Gary Gray e interpretato da Jamie Foxx e Gerard Butler.

## Trama
Clyde Shelton è un ingegnere che lavora per il governo americano, ma ha deciso di licenziarsi per stare con la sua famiglia. La sua vita viene sconvolta quando due criminali irrompono nella sua casa tramortendolo con una mazza da baseball e, dopo averlo immobilizzato, uno dei due stupra e uccide la moglie Clara e la figlioletta Daisy mentre l'altro assiste impotente. I malviventi vengono catturati grazie all'identificazione di Shelton, che fornisce al procuratore Nick Rice tutti gli elementi possibili, ma durante il processo Rice preferisce patteggiare pur di vincere la causa, accettando la pena di morte per Ames (l'uomo che aveva assistito impotente) ma lasciando libero dopo soli tre anni di carcere Clarence Darby, l'assassino materiale. Fuori dal tribunale, Darby stringe la mano di Rice per sbeffeggiarlo, mentre Shelton da lontano nota la scena e, equivocando, mette in dubbio l'integrità del procuratore. Rice, ignaro di ciò, torna a casa dalla moglie incinta.
Dieci anni dopo arriva il giorno dell'esecuzione di Ames e Rice preferisce assistere alla pena capitale invece che al saggio di violoncello della figlia. Inaspettatamente l'iniezione letale avviene con un composto corrosivo e il giustiziato muore atrocemente. La polizia si mette alla ricerca di Darby, dato che trovano su un flacone una frase detta spesso dall'uomo, il complice omicida di dieci anni prima. Darby avvisato da una telefonata che lo avvisa dell'arrivo della polizia fugge, ma viene immobilizzato da Shelton travestito da poliziotto con della tetradotossina nascosta nella sua pistola (quando gliela ruba), un veleno che paralizza solo il corpo lasciando intatte le funzioni cerebrali (rivela di averlo avvisato lui telefonicamente); lo porta quindi in una delle sue proprietà, dove lo tortura somministrandogli una soluzione salina e dell'adrenalina in vena, facendo in modo di non fargli perdere i sensi affinché egli provi tutta la paura e il dolore possibile.
Dopo aver ripreso il tutto con una telecamera, Shelton spedisce il filmato a casa di Rice, assicurandosi però che in nessuna delle riprese del video sia possibile identificare il volto dell'uomo che seziona Darby. La polizia e i detective Dunnigan e Garza ritrovano i resti del criminale in un vecchio magazzino di Shelton e lo rintracciano. L'uomo si consegna completamente nudo e viene portato in prigione. Non essendoci prove inconfutabili, Shelton rinuncia ad essere difeso da un avvocato e con una brillante arringa riesce quasi ad essere rilasciato su cauzione. Prima che la giudice stabilisca l'importo, Shelton inizia con grande rabbia ad offenderla (la giudice è la stessa del processo che mise in libertà l'assassino della moglie e la figlia) e viene di conseguenza trattenuto in carcere per offese alla corte. Qui Shelton cerca di vendere delle proprie confessioni (rivelando dettagli sulle morti dei due criminali, che solo il vero assassino poteva sapere) in cambio di alcuni privilegi tra cui un pasto di lusso e un materasso comodo; Rice accetta e in cambio viene a conoscenza di un uomo sepolto, l'avvocato di Darby, Bill Reynolds, che però non riuscirà a salvare perché con gli agenti giungerà in ritardo sul punto comunicato da Shelton. Nel frattempo Shelton usa l'osso di una bistecca come arma per accoltellare il suo compagno di cella, e viene per questo rinchiuso in isolamento.
Parlando con Rice, il detenuto rivela di voler sovvertire il sistema, che secondo lui non funziona correttamente, definendo tale iniziativa un "evento biblico". Rice e il procuratore distrettuale Jonas Cantrell riescono a contattare e incontrare una spia ed ex-collega di Shelton all'epoca dei servizi segreti statunitensi: questi rivela che Shelton è stato il miglior ingegnere specializzato in dispositivi, armi e trappole a servizio della CIA, e che si comporta come uno stratega militare dotato di una grande intelligenza e doti tattiche: ritiene infatti che farsi arrestare e poi chiudere in isolamento faccia sempre parte del suo piano. L'obiettivo dell'uomo è quindi mettere a ferro e fuoco la città di Filadelfia per dimostrare che il sistema non funziona. Per concludere, la spia consiglia di giocare d'anticipo per fermarlo, oppure ucciderlo a sangue freddo, affermando che ora che Shelton si è messo in moto non si fermerà fino a quando non avrà concluso la sua opera.
Rice e Cantrell si rivolgono alla giudice per trovare un modo di tenerlo in isolamento il più possibile. La donna decide quindi di violare i diritti civili di Shelton per la causa che stanno seguendo. In quel momento il suo cellulare inizia a squillare ed appena la donna risponde il telefono improvvisamente esplode, facendo partire un proiettile che la uccide sul colpo, lasciando scioccati e spiazzati i due. Tornando a parlare con Shelton, egli afferma a Rice che non ha ancora imparato a vedere le cose come stanno, e che Shelton intende più che mai mostrargli la verità affinché capisca il suo punto di vista. Shelton afferma di fidarsi ancora di Nick dandogli un'ultima possibilità, a condizione che questi lo faccia uscire di prigione facendo ritirare le accuse contro di lui entro le 6:00 del mattino. In caso contrario ci sarebbe stato un massacro. Rice non cede al ricatto e inizia a ritenere che Shelton abbia un complice, quindi chiede di operare un controllo generale di tutti i detenuti. Sarah l'assistente di Nick, resta molto scossa da quello che Shelton sta provocando. Le parole dell'uomo hanno inziato a instillare il dubbio in lei, e che egli forse non ha completamente torto, riguardo al funzionamento del sistema.
Passate le 6:00, i funzionari della procura escono dagli uffici del carcere (dove hanno svolto le indagini) per tornare a casa convinti di essere fuori pericolo, ma improvvisamente, appena messe in moto le macchine nel parcheggio, queste esplodono: alcuni colleghi di Rice, tra cui Sarah, muoiono nelle esplosioni, attuate tramite un telecomando che viene ritrovato nei paraggi. 
Dopo aver messo al sicuro la propria famiglia, Nick si reca al cimitero con Jonas e i detective per i funerali delle vittime, Jonas inizia a comprendere quello che stava dicendo Shelton a tutti loro, il quale ammette che nonostante il detenuto abbia causato tutta quella devastazione, siano loro in realtà i responsabili per ciò che è accaduto, e che il loro orgoglio di agire sempre nel giusto, abbia causato tutte quelle morti. Tuttavia, mentre lasciano quel luogo, alcuni dei sopravvissuti vengono attaccati da un mitragliatore e lanciarazzi comandato manualmente e in quest'altro massacro muore il procuratore distrettuale. Nick, sopravvissuto coi detective solo perché il loro mezzo si è fermato di colpo prima dell'attacco, capisce di essere l'ultimo nella lista.
La sindaca, furiosa per la situazione e finita nel mirino della stampa, decide di promuovere Rice (nonostante questi volesse dimettersi) a procuratore distrettuale, sostituendo così Cantrell, col solo obiettivo di fermare Shelton a tutti i costi. Rice è disorientato, ma trova una e-mail di un contatto di Sarah contenente l'elenco dei prezzi di acquisto delle proprietà di Shelton: dopo averle analizzate, una in particolare cattura la sua attenzione poiché molto vicina al carcere. Rice e Dunnigan irrompono in questo magazzino e durante l'ispezione scoprono un tunnel segreto collegato alla cella di Shelton (in quel momento vuota) nonché diverse armi, monitor, travestimenti e apparecchiature; capiscono così il suo vero modus operandi: l'uomo non aveva complici, gli bastava evadere ogni volta e tornare a fingersi detenuto. Grazie a un documento, Rice scopre che l'attentato successivo avrà luogo nel municipio durante una riunione a cui prenderanno parte i vertici della città. Rice e Dunningan raggiungono il posto insieme a Garza in qualità di artificiere e trovano una valigetta con una bomba al napalm all'interno, programmata per esplodere tramite cellulare oppure in caso di manomissione.
Rice torna in carcere e sorprende Shelton mentre chiude il passaggio segreto. Inizia una breve discussione tra i due in cui Rice, dopo aver proposto all'ingegnere di fermarsi prima che sia troppo tardi, ammette finalmente di aver capito e cambiato mentalità, e che non tratterá mai più con gli assassini. Compiaciuto di ciò, Shelton afferma di aver preso comunque la sua decisione e attiva la bomba. Rice allora gli ribatte che conviverà con questa sua scelta per tutto il resto della sua vita e, chiudendo la porta della cella, aggiunge "cioè per i prossimi ultimi 25 secondi", allontanandosi di corsa. Shelton sentendo un rumore metallico provenire dal tunnel si accorge subito dopo che Rice ha collocato la bomba sotto il letto della cella e che non può nemmeno scappare dal tunnel, dato che il passaggio è stato bloccato da Dunnigan: l'ingegnere si siede sul letto e, guardando il braccialetto di sua figlia (unica cosa rimastagli), viene avvolto dalle fiamme.
Nell'epilogo viene mostrato un Rice provato dalla dura esperienza, che gli ha comunque insegnato a discernere le priorità nella vita ed a mettere il bene davanti a ogni cosa. Il film si conclude con una scena in cui finalmente Rice assiste al concerto di sua figlia, assieme alla moglie Kelly.

## Distribuzione
Uscito nelle sale cinematografiche statunitensi il 16 ottobre 2009, il film è stato distribuito in Italia il 25 agosto 2010.

## Curiosità
La massima "Sei solo un uomo", che il procuratore distrettuale ricorda a Rice, deriva da Respice post te. Hominem te memento ("Guarda dietro a te. Ricordati che sei un uomo") pronunciata, secondo la tradizione, ai generali romani dopo una campagna vittoriosa per non farli cadere nella superbia. Con il tempo la frase fu trasfigurata in Memento mori ("Ricordati che devi morire") in richiamo alla mortalità dell'essere umano.

## Sequel
Un sequel è stato annunciato per la fine del 2024 e inizio 2025.